# Ballou Canta
Ballou Canta, dit El Maestro, né en 1955 à Pointe-Noire, est un auteur-compositeur-interprète et producteur congolais.

## Biographie

### Origines
François Ballou naît en 1955 à Pointe-Noire sur la côte atlantique. Il baigne dans une ambiance empreinte de musicalités religieuses et traditionnelles.
Son père, Vincent Ballou, originaire de Bilala (District Mvouti - Département Kouilou) est percussionniste lors des séances de guérison, des cérémonies de mariage ainsi que les veillées mortuaires. Il est également adepte du Christianisme prophétique en Afrique (CPA), mouvement synchrétique néo-chrétien fondé par Zéphirin Lassy.
Enfant, Ballou Canta et ses copains fabriquent des tambours faits de boîtes de conserves métalliques usagées, avec les couvercles remplacés par le caoutchouc des chambres à air des pneus.
Les vacances scolaires dans le village paternel sont l'occasion d'accompagner ses frères aînés lors des soirées consacrées à la danse dénommée lélikage dans les clairières.

### Carrière

#### Origine de son nom de scène
Élève, son professeur d'espagnol avait coutume de dire la phrase « Por ejemplo, Ballou canta » (Par exemple, Ballou chante) pour illustrer les cours de conjugaison. Depuis lors, cette expression est restée pour en devenir son nom de scène.

#### Style musical
Son univers musical est la musique congolaise moderne, teintée de jazz et de sonorités caribéennes et latines.
Ballou Canta fonde le premier orchestre des travailleurs du Congo : Télé-Music. Son premier opus, un 45 tours intitulé Sambala sorti en 1978 obtient le premier prix de la chanson congolaise. Il est installé en France depuis le début des années 1980.
Dans les années 1990, avec le groupe Soukous Stars, Lokassa et Ballou Canta contribuent à l'éclosion du soukous, une déformation du mot français secousse en collaboration avec les artistes Aurlus Mabélé, Diblo Dibala et Kanda Bongo Man. Il est le leader dans les styles populaires congo-zaïrois, surtout le soukouss et la magistrale rumba congolaise. 
En solo ou comme seconde voix aux côtés de Papa Wemba, Manu Dibango, Ray Lema, Lokua Kanza, Koffi Olomidé, Oliver Ngoma et bien d'autres, il a fait partie des groupes Black Bazar et du « bal de l'Afrique enchantée » de France Inter,,.
En 2015, après cinq ans de préparation, il sort avec Renaud Hervé Celcal l'album Boboto, qui signifie en lingala, la langue des deux Congo (Congo-Brazzaville et république démocratique du Congo) « l'art du vivre ensemble, en harmonie, dans la joie et dans la paix ». C'est également le trait de caractère du peuple vili, les habitants de sa région d'origine,.
En 2018, il compose la musique de Mbot' Sambwâli (« les sept étoiles » en vili), l'hymne du royaume de Loango, dont les paroles ont été écrites par l'ethnolinguiste René Mavoungou Pambou, avec le chœur de l'orchestre tradi-moderne Tshi Fumb'. 
En 2020, il est l'arrangeur de l'album Biyawula (Les foulards) du même groupe tradi-moderne Tshi-Fumb'.

### Vie privée
Ballou Canta est marié et père de cinq enfants.

## Discographie
- 1981 : Samba-La
- 1985 : Maryline
- 1986 : Jean-Marie
- 1989 : Ballou Canta & Soukouss-Stars
- 2004 : Ballou Canta et Luciana - Rumba Lolango
- 2014 : Nzimbu Ray Lema, Ballou Canta, Fredy Massamba, Rodrigo Viana[1],[8]
- 2015 : Boboto[7],[10],[11]
- ?    : Ballou Canta
- ?    : À Paris
- ?    : Ballou Canta Et Soukous Stars - Sadia
- 2018 : Mbot' Sambwâli L'orchestre Tshi-Fumb & El Maestro Ballou Canta